# Townostilpnus chagrinator
Townostilpnus chagrinator är en stekelart som beskrevs av Aubert 1961. Townostilpnus chagrinator ingår i släktet Townostilpnus och familjen brokparasitsteklar. Inga underarter finns listade i Catalogue of Life.